# Piililampi
Piililampi eller Pillampi är en sjö i Finland. Den ligger i kommunen Perho i landskapet Mellersta Österbotten, i den centrala delen av landet, 300 km norr om huvudstaden Helsingfors. Piililampi ligger 186 meter över havet. Arean är 30,9 hektar och strandlinjen är 3,56 kilometer lång. Sjön  ingår i Perho å huvudavrinningsområde.   I omgivningarna runt Piililampi växer i huvudsak blandskog.